# Leintorbrücke

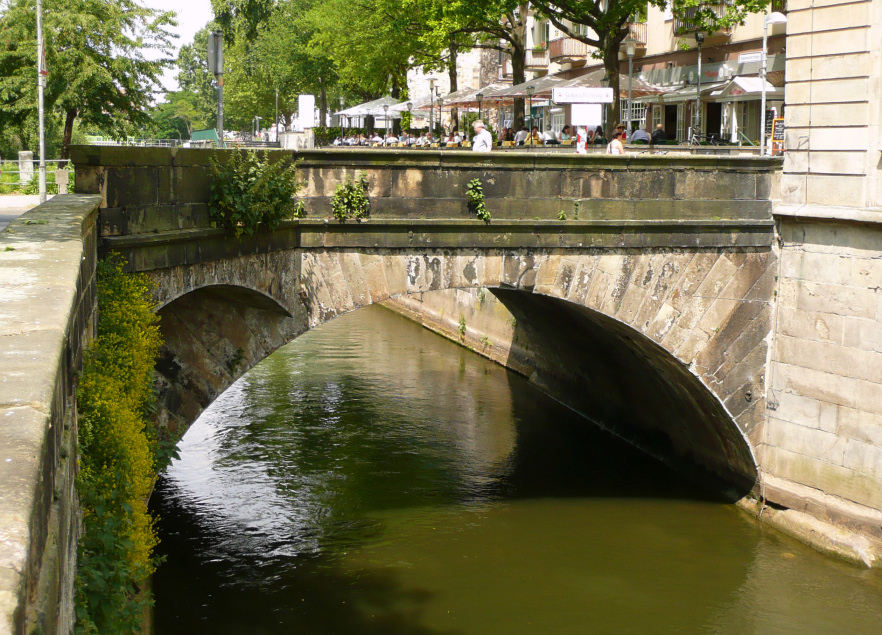
Leintorbrücke

Die Leintorbrücke in Hannover wurde 1713 als Einbogenbrücke aus Sandsteinquadern nach Plan von Christian Georg Vick errichtet und verläuft quer zum Leineschloss im Zuge der Schloßstraße über die Leine. Der heute zuweilen benutzte Name Schloßbrücke wurde etwa 1950 irrtümlich übernommen von der weiter östlich liegenden, ins Leineschloss führenden Schloßbrücke.

## Geschichte

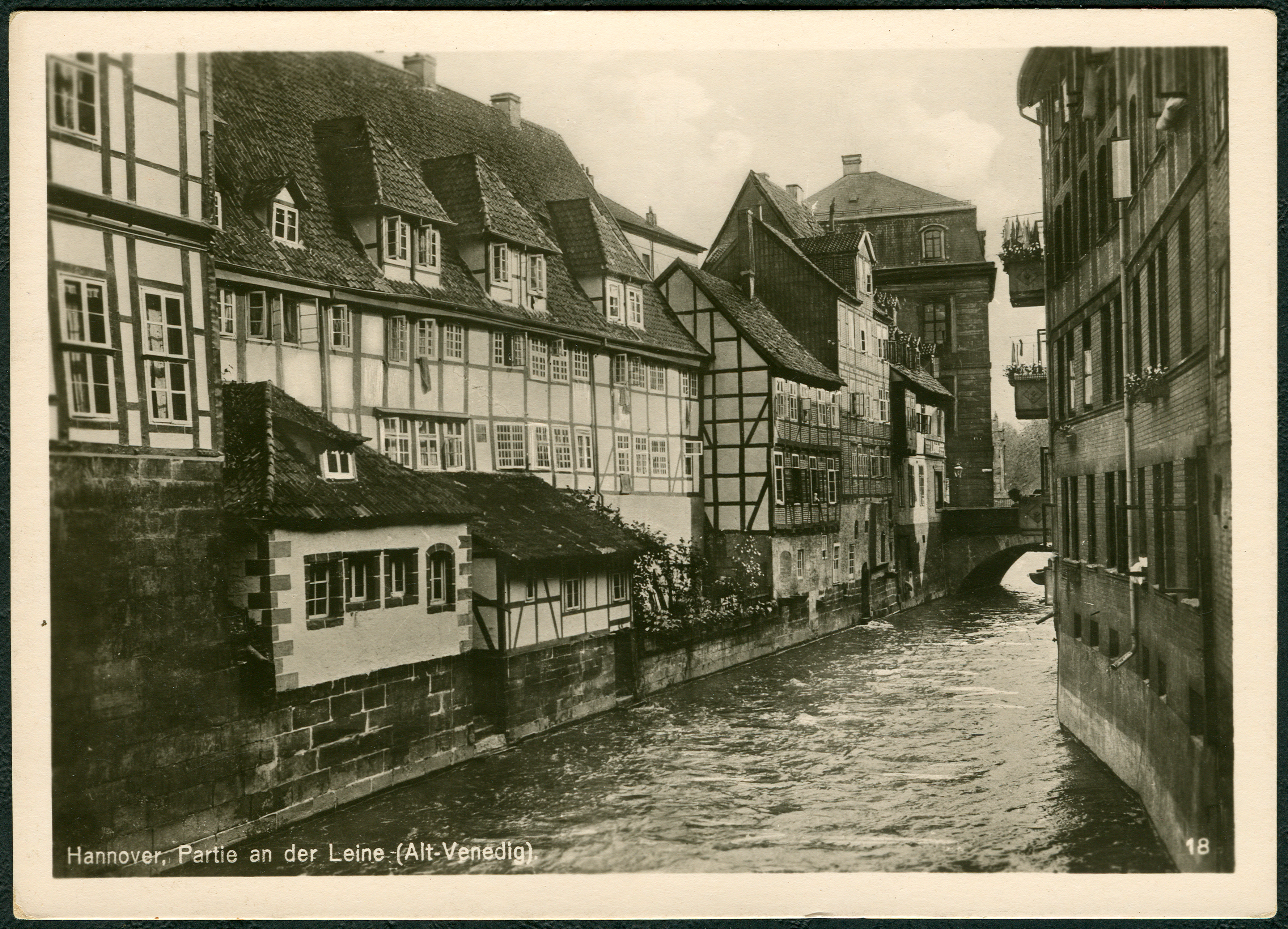
Blick in Richtung Leineschloss, rechts die ehemalige Leineinsel Klein-Venedig;
Ansichtskarte Nr. 18 von Trinks & Co., um 1900

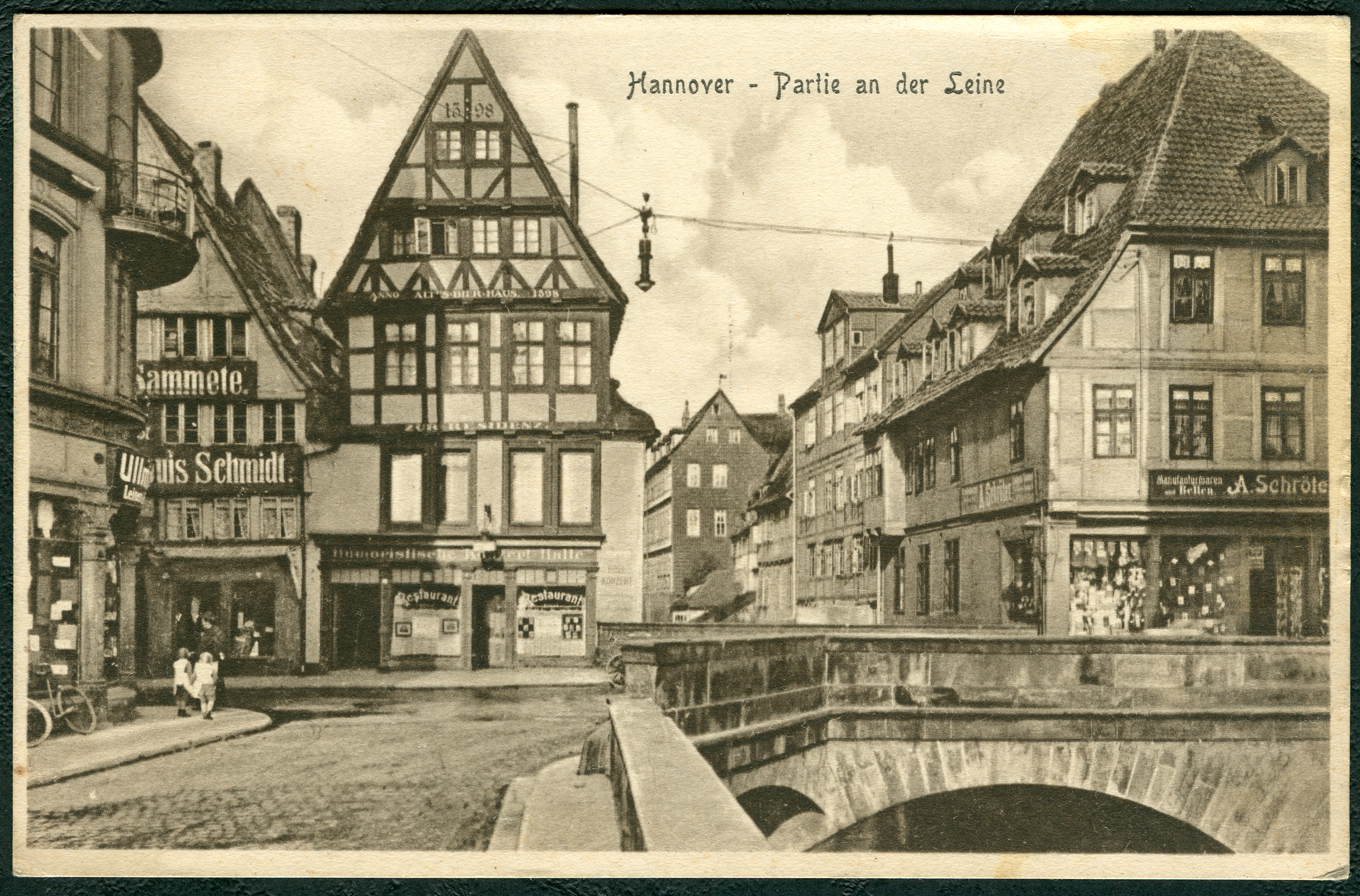
Bebauung um die Leintorbrücke um 1900, Ansichtskarte Nr. 48425, Stengel & Co.

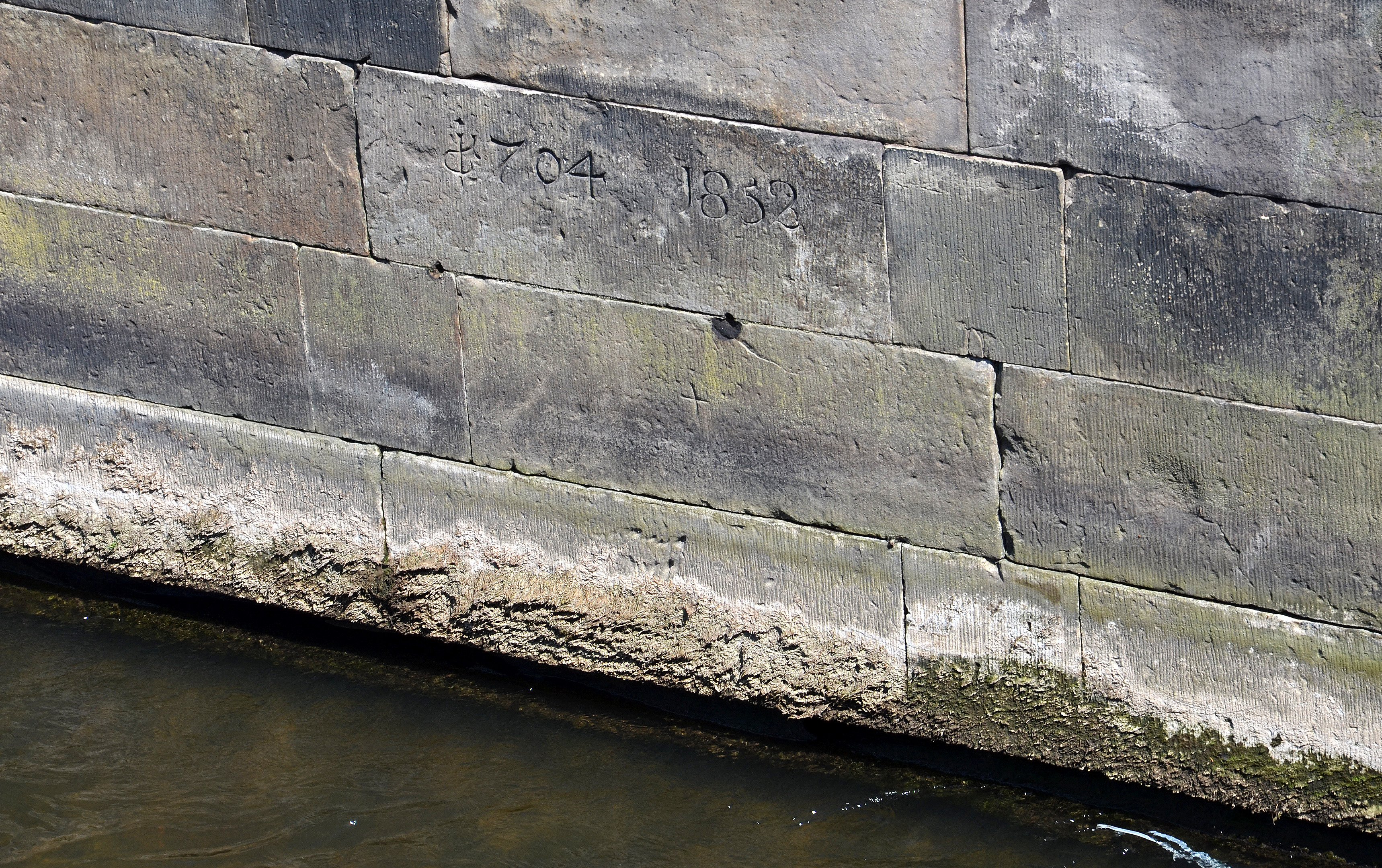
Inschriften mit den Jahreszahlen 1704 und 1852 mit noch unidentifizierter Künstlersignatur an der Uferbefestigung der heutigen Rademachertreppe

Die Leintorbrücke stand ursprünglich außerhalb des mittelalterlichen Leintores. Die älteste erhaltene Erwähnung nennt schon 1320 die Brücke „pons antiquus“ (antike Brücke). Die Brücke verband die Altstadt mit dem Wasserhof auf der Leineinsel Klein-Venedig.
Ab 1340 nennen Urkunden „der Stadt Brücke“, die dann auch der Straße über die Leine-Insel den Namen gab: 1359 „in ponte“, bis 1845 „Brückstraße“. 1570 wurde eine hölzerne Laufbrücke errichtet. 1713 entstand die noch heute vorhandene Brücke.
Die Brücke ist ein Aussichtspunkt auf die im Jahr 2023 eingeweihte Leinewelle zum Flusssurfen. Im selben Jahr wurde bekannt, dass die Brücke stark beschädigt ist und saniert werden muss. Die Kosten sollen sich auf rund 500.000 Euro belaufen.